# Ордо-Василевка
О́рдо-Васи́левка (укр. Ордо-Василівка) — село,
Ордо-Василевский сельский совет,
Софиевский район,
Днепропетровская область,
Украина.
Население по переписи 2001 года составляло 714 человек.
Является административным центром Ордо-Василевского сельского совета, в который, кроме того, входят сёла
Владимировка,
Завьяловка,
Кодак,
Марье-Константиновка,
Марьевка,
Мотина Балка,
Новомихайловка,
Райполе и
Сергеевка.

## Географическое положение
Село Ордо-Василевка находится на левом берегу реки Саксагань,
выше по течению примыкает село Марьевка,
ниже по течению на расстоянии в 2,5 км расположено село Сергеевка,
на противоположном берегу — село Райполе.
По селу протекает пересыхающий ручей с запрудой.
Через село проходит автомобильная дорога Т-0419.

## История
Село Ордо-Василевка было основано в 1784 году.

## Объекты социальной сферы
- Школа.
- Амбулатория.
- Дом культуры.